# Малкольм Тернбулл
Малкольм Блай Тернбулл (англ. Malcolm Bligh Turnbull; нар. 24 жовтня 1954, Сідней) — австралійський політик. Член парламенту Австралії з 2004 до 2018 року від округу Вентворс (Новий Південний Уельс). У січні-грудні 2007 року — міністр охорони навколишнього середовища і водних ресурсів. Голова опозиції в парламенті (2008—2009). Лідер Ліберальної партії Австралії з 16 вересня 2008 до 1 грудня 2009 і з 14 вересня 2015 року до 24 серпня 2018. З 18 вересня 2013 до 14 вересня 2015 — міністр зв'язку.
Прем'єр-міністр Австралії з 15 вересня 2015 до 24 серпня 2018.

## Біографія
Тернбулл закінчив Університет Сіднея зі ступенем бакалавра мистецтв і бакалавра права. Потім він навчався в Оксфорді за стипендією Родса, де отримав ступінь бакалавра цивільного права. До початку політичної діяльності працював журналістом, юристом, інвестиційним банкіром і венчурним капіталістом. 1993 року він очолив Австралійський республіканський рух, обіймав цю посаду до 2000 року.